# Claude Meunier
Pour les articles homonymes, voir Claude Meunier (homonymie) et Meunier.
Claude Meunier, né le 4 septembre 1951 à Montréal au Québec, est un acteur, dramaturge, humoriste et réalisateur québécois.

## Biographie
Après des études en droit à l'Université de Montréal, Claude Meunier obtient en 1973 son premier rôle, un des « Frères Brothers ». (Les frères Brosse)
En 1974, il participe au sein du groupe Les 6 Bols à l'écriture des textes de la télésérie pour enfants La Fricassée et de la pièce à sketches Les Nerfs à l'air.
En 1976, il était membre du trio humoristique Paul et Paul en compagnie de Serge Thériault et Jacques Grisé et du duo absurde Ding et Dong, toujours avec Serge Thériault. 
Avec Louis Saia, il écrit les pièces de théâtre Appelez-moi Stéphane et Les Voisins, ainsi qu'un très moyen métrage de fiction, Voyage de nuit. Il restera également dans les grands de l'humour québécois avec la « pièce » culte Broue et la télésérie La Petite Vie.
En 2008, il réalise son tout premier long métrage, Le Grand Départ.
En avril 2009, il procède au lancement de sa toute première bande dessinée La bande à Ti-Paul au Festival de la bande dessinée francophone de Québec. L'album est en fait un recueil d'histoires courtes, de gags, dont les dessins ont été entièrement faits par l'auteur.
En 2011, Claude Meunier donne son accord au jeune bédéiste Luca Jalbert de Lévis, alors âgé de 21 ans, afin que les personnages de La Petite Vie fassent un petit caméo dans la 5e bande dessinée des aventures de Fonck et Ponck, Les Voyageurs du Graal. En 2018, Claude Meunier fait un retour sous les traits de Ti-Mé Paré dans le 6e tome de la série qui fête alors ses 25 ans, dans l'album intitulé La tour du diable.
À l'été 2022, Claude Meunier épouse l'ex-animatrice de MusiquePlus Virginie Coossa, âgée de 45 ans, alors qu'il en a 71. Ils se connaissaient depuis 10 ans. Ils étaient fiancés depuis 2017.  Précédemment, il avait été en couple pendant 17 ans, entre 1995 et 2012, avec Marie-Claude Goodwin, qui était également son agente. Ensemble, Ils ont adopté deux filles du Vietnam.
En 2024, il fait quelques concerts avec La Famille Denuy qui reprend certaines chansons de l'époque de Paul et Paul en plus d'en proposer de nouvelles.
Le fonds d'archives de Claude Meunier est conservé au centre d'archives de Montréal de Bibliothèque et Archives nationales du Québec. 

## Filmographie

### Auteur

#### Télévision
- 1976 - La Fricassée
- 1976 - Bye Bye 76
- 1981 - Bonne année Roger
- 1982 - Le Bye Bye
- 1983 - Les Lundis des Ha! Ha!
- 1987 - Les Voisins
- 1992 - Le monde merveilleux de Ding et Dong
- 1993 à 1998 - La Petite Vie
- 1999 - La Petite Vie : Le Bogue de l'an 2000
- 2002 - La Petite Vie : Noël chez les Paré
- 2005 - Détect.inc.
- 2009 - La Petite Vie : Noël Story

#### Cinéma
- 1990 : Ding et Dong, le film d'Alain Chartrand : Dong
- 2008 : Le Grand Départ de Claude Meunier : le voisin "senteux"

### Acteur

#### Télévision
- 1981 - Bonne année Roger : rôles multiples
- 1982 - Le Bye Bye : rôles multiples
- 1983 - Les Lundis des Ha! Ha! : Dong
- 1992 - Le monde merveilleux de Ding et Dong : Dong
- 1993 à 1998 - La Petite Vie : Aimé (ou « Ti-Mé ») Popa Paré
- 1995 - Bye Bye 95 : rôles multiples
- 1999 - La Petite Vie : Le Bogue de l'an 2000 : Aimé (ou « Ti-Mé ») Popa Paré
- 2002 - La Petite Vie : Noël chez les Paré : Aimé (ou « Ti-Mé ») Popa Paré
- 2005 - Détect.inc. : Bob Marlow
- 2009 - La Petite Vie : Noël Story : Aimé (ou « Ti-Mé ») Popa Paré
- 2011 - La Petite Séduction : artiste invité (visite de Sainte-Flore à Shawinigan)
- 2014 - Les pêcheurs
- 2014 - Ti-Mé show

#### Cinéma
- 1990 - Ding et Dong, le film d'Alain Chartrand : Dong
- 2008 - Le Grand Départ de Claude Meunier : le voisin senteux

### Réalisateur
- 2008 - Le Grand Départ
- 2012 - Adam et Ève

### Romans et chroniques
- 1982 - Les Voisins, Leméac
- 1998 - Le Monde de La Petite Vie, Leméac
- 2000 - Journal d'un Ti-Mé : propos et réflexions, Leméac
- 2003 - Les Noces de tôle, Leméac
- 2020 - 2e Journal d'un Ti-Mé : Réflexions mentales, Leméac

### Théâtre
- 1974 - Les Nerfs à l'air
- 1979 - Broue
- 1981 - Appelez-moi Stéphane
- 1982 - Les Voisins (théâtre)
- 1982 - Monogamy
- 2003 - Les Noces de tôle

### Bande dessinée
- Années 1980 : Roch Moisan, dessin de Moerell, publié dans Croc.
- 1980 : Perdus pour le plaisir, épisode de Michel Risque, co-scénario et dessin de Réal Godbout, publié dans les n°3 & 4 de Croc.
  - Republication dans en album dans Le Savon maléfique, La Pastèque, 2005 puis Intégrale Michel Risque tome 1, La Pastèque, 2014.
- 2009 : La Bande à Ti-Paul, Glénat Québec.
- 2011: Les voyageurs du Graal, tome 5 des Aventures de Fonck et Ponck de Luca Jalbert, CABRO* Productions: caméo Ti-Mé Paré
- 2018: La tour du diable, tome 6 des Aventures de Fonck et Ponck de Luca Jalbert, CABRO* Productions: caméo Ti-Mé Paré

## Récompenses et nominations

### Récompenses
- 1979 - Prix Félix : Scripteur de l'année : Spectacle (avec Jacques Grisé et Serge Thériault)
- 1988 - Prix Félix : Spectacle de l'année : Humour pour Le Festival mondial du Ding et Dong (avec Serge Thériault)
- 1992 - Prix Félix : Scripteur de spectacles de l'année pour Marie-Lise Pilote (avec René Brisebois, Josée Fortier, Émile Gaudreault, Richard Gohier, Agnès Maltais, Marie-Lise Pilote et Pierre-Michel Tremblay)
- 1994 - Prix Gémeaux : Meilleur texte : spécial ou série humoristique pour La Petite Vie
- 1994 - Prix Gémeaux : Meilleure interprétation : série ou spécial humoristique (avec Serge Thériault) : Aimé (ou « Ti-Mé ») Popa Paré dans La Petite Vie
- 1995 - Prix Gémeaux : Meilleur texte : spécial ou série humoristique pour La Petite Vie
- 1995 - Prix Gémeaux : Meilleure interprétation : série ou spécial humoristique (avec Serge Thériault) : Aimé (ou « Ti-Mé ») Popa Paré dans La Petite Vie
- 1995 - Prix MetroStar : Émission d'humour
- 1996 - Prix MetroStar : Émission d'humour
- 1997 - Prix Gémeaux : Meilleur texte : spécial ou série humoristique pour La Petite Vie
- 1997 - Prix Gémeaux : Meilleure interprétation : série ou spécial humoristique (avec Serge Thériault) : Aimé (ou « Ti-Mé ») Popa Paré dans La Petite Vie
- 1997 - Prix MetroStar : Émission d'humour
- 2003 - Prix Gémeaux : Meilleure interprétation : humour pour l'ensemble des comédiens de La Petite Vie
- 2009 - Médaille d'honneur de l'Assemblée nationale[4]
- 2010 - Prix Gémeaux du public pour La Petite Vie, la série préférée du public depuis les 25 dernières années
- 2010 - Prix Hommage du Festival Juste pour rire pour l'ensemble de sa carrière
- Un Olivier pour l'ensemble des comédiens de La Petite Vie

### Nominations
- 1992 - Prix Félix : Scripteur de spectacles de l'année pour L'essentiel... la suite de Ginette Reno (avec Marie Perreault et Jean Pilote)
- 1994 - Prix MetroStar : Émission d'humour
- 1999 - Prix MetroStar : Émission d'humour
- 2000 - Prix MetroStar : Émission d'humour